# FreeCommandLineTools
FreeCommandLineTools – pakiet darmowych narzędzi firmy Borland do programowania w C++. 
W skład pakietu wchodzą następujące programy:
| BCC32    | kompilator C++                                                                                                   |
| ILINK32  | konsolidator |
| BRCC32   | kompilator zasobów                                                                                               |
| BRC32    | łączy nieskompilowane skrypty zasobów (pliki *.rc) z plikiem EXE                                                 |
| MAKE     | Borlandowski make: narzędzie do budowy projektów (kompilacja i konsolidacja)                                     |
| TOUCH    | zmienia datę i czas ostatniej modyfikacji pliku na bieżącą                                                       |
| CPP32    | preprocesor C |
| GREP     | Borlandowski grep - przeszukuje pliki tekstowe                                                                   |
| FCONVERT | konwertuje teksty ze standardu OEM na ANSI i odwrotnie.                                                          |
| TDUMP    | podaje szczegółowe dane na temat pliku EXE (np. funkcje z bibliotek DLL z jakich korzysta).                      |
| IMPLIB   | na podstawie bibliotek DLL lub plików *.def tworzy biblioteki statyczne (*.lib)                                  |
| TLIB     | pozwala na operacje na bibliotekach statycznych (*.lib) (dodawanie/odejmowanie/ekstrakcję/... itd. plików *.obj) |

Prawie wszystkie (prócz FCONVERT) z ww. narzędzi są programami uruchamianymi z linii komend (skąd nazwa całego pakietu: FreeCommandLineTools). Dlatego do optymalnego użycia FreeCommandLineTools zalecane jest użycie edytorów przystosowanych do pracy z tym pakietem (w szczególności mowa tu o kompilatorze, konsolidatorze i narzędziu MAKE).